# Maria Topolčanská
Maria Topolčanská (* 2. ledna 1973 Piešťany) je česká architektka slovenského původu a vysokoškolská pedagožka, v letech 2022 až 2024 rektorka Akademie výtvarných umění v Praze.

## Život
Absolvovala studium architektury na Fakultě architektury Slovenské technické univerzity v Bratislavě. V roce 1997 promovala a získala tak titul Ing. arch., její diplomový projekt získal Cenu děkana v soutěži o Cenu Profesora Lacka. V roce 2007 na stejné univerzitě získala titul PhD.
Po studiu získala v roce 2000 postgraduální titul Master of Architecture na Polytechnické univerzitě Katalánska v Barceloně. Dále zde získala stipendium a pokračovala v rámci doktorandského programu Teorie a historie architektury.
Pracovala v akademickém výzkumu, na nezávislých edukativních a výstavních projektech v galeriích, v architektonickém a uměleckém školství a v architektonické praxi. Zajímá ji zkoumání politického rozměru architektonické praxe a teorie bydlení v současných městech a formy pedagogiky a publikování v umění a architektuře. Jejím dlouhodobým akademickým pracovištěm bylo Oddělení architektury Ústavu stavebnictví a architektury Slovenské akademie věd (2002 až 2014). V Praze od roku 2016 vedla nezávislou platformu Fake Cities True Stories pro výzkum a vzdělávání v architektuře.

### Osobní život
S manželem pražským architektem Michalem Kuzemenským,žije od roku 2013 v Praze, v roce 2021 přijala české občanství.

### Rektorka AVU
V roce 2017 vyhrála konkurz na místo pedagožky Katedry teorie a dějin umění AVU v Praze, v roce 2020 byla zvolena do akademického senátu. Na konci roku 2019 byla devíti hlasy zvolena do funkce rektorky. Mezi hlavní body její volební kampaně patřila hladší organizace školy, nový prorektorát pro zdroje a strategické dokumenty, zlepšení podmínek pro zaměstnance, poměr žen a mužů ve vedení ateliérů nebo zvýšení vlivu vyučujících na řízení školy. V lednu 2022 ji prezident ČR Miloš Zeman jmenoval rektorkou Akademie výtvarných umění v Praze, a to s účinností od 1. února 2022. Topolčanská ve funkci vystřídala Tomáše Vaňka. Po více než 200 letech ve vedení instituce stanula žena.
Proti působení Topolčanské vznikla na jaře 2024 petice, která ji kritizovala za pokles kvality výuky tradičních disciplín a upřednostnění tzv. "měkkých dovedností" jako jsou performance. Petici podepsalo přes 90 známých osobností, včetně bývalého rektora AVU Milana Knížáka. Dne 16. října 2024 odstoupila Topolčanská z funkce při jednání akademického senátu, který se právě zabýval jejím možným odvoláním z funkce, a to s účinností k 21. říjnu 2024. V březnu 2025 byl jejím nástupcem zvolen Tomáš Pospiszyl.